# Hogna subaustralis
Hogna subaustralis este o specie de păianjeni din genul Hogna, familia Lycosidae. A fost descrisă pentru prima dată de Strand, 1908.
Este endemică în Peru. Conform Catalogue of Life specia Hogna subaustralis nu are subspecii cunoscute.